# Bundesliga (Austria)
La Bundesliga, anche nota come Bundesliga austriaca per distinguersi con la Bundesliga tedesca, e ufficialmente e per motivi di sponsorizzazione come Admiral Bundesliga, è la massima serie del campionato austriaco di calcio ed è organizzata dalla Österreichische Fußball-Bundesliga.
La prima edizione del campionato si tenne nella stagione 1911-1912 ma la Bundesliga è nata, a seguito di una vasta riforma del calcio austriaco, solamente nella stagione 1974-1975 ed è attualmente composta da 12 squadre.
Secondo il ranking annuale dell'UEFA, la Bundesliga è il 12º campionato più competitivo d'Europa, sui 55 complessivamente controllati dalla confederazione continentale, con 30 925 punti di coefficiente. Questo dà alla federazione austriaca un totale di 5 posti per le competizioni europee: 2 in Champions League e 3 in Europa League.
Il club con più titoli nazionali è il Rapid Vienna con 32, mentre la squadra campione in carica è lo Sturm Graz.

## Formula

### Formato attuale
Dalla stagione 2018-19 è entrata in vigore una nuova modalità. Fino alla stagione 2018-19, le 10 squadre partecipanti giocavano in 36 partite di campionato (due gironi di andata e due di ritorno). Ora ci sono 12 squadre che si sfidano l'una contro l'altra in 22 partite. 
Dopo 22 giornate i punti di ciascuna squadra saranno dimezzati (approssimandoli per difetto) e il campionato proseguirà in due gruppi separati. Le prime sei squadre giocano per il titolo di campionato e per i posti qualificazione alle competizioni europee, mentre le squadre classificate nelle posizioni inferiori giocano per evitare l'ultimo posto e, di conseguenza, la retrocessione.

### Sistema di punteggio e discriminanti
Per ogni partita vengono assegnati 3 punti alla squadra vincitrice, nessuno alla perdente e 1 punto ciascuna in caso di pareggio. Prima della stagione 1995-1996, i punti assegnati per la vittoria erano 2.
In caso di parità di punteggio per l'assegnazione del posto in classifica valgono, nell'ordine, le seguenti discriminanti:
1. La differenza reti generale;
2. Il maggior numero di gol segnati durante la stagione;
3. Il maggior numero di punti ottenuti negli scontri diretti;
4. La differenza reti negli scontri diretti;
5. Il maggior numero di gol segnati negli scontri diretti in trasferta;
6. Il maggior numero di gol segnati fuori casa in generale.

### Evoluzione del formato
Alla sua nascita, nel 1974, la Bundesliga si presentava con un formato identico a quello che si è avuto fino al campionato 2017-2018. Per la presenza di 10 squadre era chiamata anche Zehnerliga ("Lega dei dieci"). Le squadre erano state selezionate con un curioso sistema: nel campionato 1973-1974, il torneo con il maggior numero di squadre al via nella storia del calcio austriaco (17), poi vinto dal VÖEST Linz, una squadra per ogni Stato federato (eccezion fatta per Vienna, che aveva due posti disponibili) si qualificò per la Zehnerliga, in base al piazzamento finale in classifica. Le squadre così selezionate furono:
- Austria Vienna - Vienna
- Rapid Vienna - Vienna
- VÖEST Linz - Alta Austria
- LASK - Alta Austria (dopo torneo di spareggio)
- Wacker Innsbruck - Tirolo
- Sturm Graz - Stiria
- Admira/Wacker - Bassa Austria
- Austria Salisburgo - Salisburghese
- Eisenstadt - Burgenland
- Austria Klagenfurt - Carinzia

Il Vorarlberg non ottenne nessuna squadra perché l'unica rappresentante, il Vorarlberg, arrivò all'ultimo posto e pertanto non fu ammessa. Per decidere l'ultimo posto valido per la Bundesliga 1974-1975 fu disputato un torneo tra le vincitrici dei 3 gironi di Regionalliga ed il LASK Linz, la migliore classificata tra le società non ammesse. Furono proprio i bianconeri di Linz a ottenere la permanenza in massima divisione. Le squadre retrocesse andarono a formare la nuova seconda divisione a girone unico, la Nationalliga a 16 squadre. La Regionalliga fu declassata a terzo livello nazionale.
Nel 1975-1976 la Bundesliga fu rinominata 1. Division e la Nationalliga cambiò nome in 2. Division. Nel 1981 fu attuato il blocco delle retrocessioni per portare la 1. Division a 16 squadre nel 1981-1982, con due promozioni/retrocessioni, divenute tre l'anno successivo. Nel 1984 una nuova riforma ridusse a 12 il numero di squadre in entrambi i campionati, con la contestuale introduzione dei play-off a tre diversi livelli: Meisterplayoff per il titolo (36 partite complessive), Mittleresplayoff per le promozioni/retrocessioni tra 1. e 2. Division (14 partite) e Abstiegsplayoff per le retrocessioni in Regionalliga (36 partite). In questo modo i due campionati avevano un interscambio effettivo di squadre durante la stagione.
Nel 1991 fu ricreata la Österreichische Fußball-Bundesliga, non più attiva dal 1976, come organizzazione indipendente (sebbene ancora legata alla ÖFB) delle società professionistiche. Così, nel 1992, la 1. Division ridivenne Bundesliga acquisendo la definitiva conformazione a 10 squadre. La 2. Division conservò la vecchia formula fino al 1998, quando fu trasformata nell'odierna Erste Liga.
Nel 1997 per la prima volta il campionato assunse il nome di uno sponsor, divenendo max.Bundesliga, nome cambiato nel 2003 in T-Mobile Bundesliga e nel 2008 in tipp3-Bundesliga powered by T-Mobile. Dalla stagione 2014-2015 la denominazione ufficiale è tipico Bundesliga.

### Stella d'oro
Sebbene non regolamentata a livello ufficiale, esiste la consuetudine di apporre sullo stemma societario una stella d'oro per indicare 10 vittorie nel campionato, come accade in Italia. Solo quattro squadre si fregiano di questo distintivo:
- Rapid Vienna (32)
- Austria Vienna (24)
- Salisburgo (17)
- Wacker Innsbruck (10)

Il Rapid ottenne il suo 10º titolo nel 1930, il 20° nel 1956 e il 30° nel 1996; l'Austria Vienna appose la prima stella nel 1970 e la seconda nel 1992; il Wacker Innsbruck, invece, raggruppando la tradizione delle distinte società calcistiche della capitale tirolese, si fregiò della stella d'oro nel 2002. Il Salisburgo invece, pur avendo vinto il decimo titolo nazionale nel 2016, si fregiò della stella a partire dal 2019.

## Le squadre
Sono 83 le squadre ad aver preso parte ai 114 campionati a girone unico che sono stati disputati a partire dal 1911-1912 e fino alla stagione 2025-2026 compresa. In grassetto sono evidenziate le squadre attualmente in Bundesliga.
Rapid Vienna e Austria Vienna sono le uniche due squadre ad aver partecipato a tutte le edizioni.
- 114 volte:  Austria Vienna[5],  Rapid Vienna
- 76 volte:  Wiener SC
- 71 volte:  Sturm Graz
- 65 volte:  First Vienna
- 62 volte:  Salisburgo[6]
- 57 volte:  LASK
- 52 volte:  Grazer AK,  Wacker
- 50 volte:  Admira Vienna
- 43 volte:  Admira Wacker M.[7]
- 38 volte:  Floridsdorfer,  Wiener AC
- 36 volte:  Simmering
- 27 volte:  Wien[8]
- 24 volte:  Ried
- 23 volte:  Linz[9]
- 22 volte:  Wacker Innsbruck[10]
- 20 volte:  Kärnten[11]
- 17 volte:  Hertha Vienna
- 16 volte:  Kapfenberger
- 15 volte:  Hakoah Vienna,  Mattersburg,  Rudolfshügel
- 14 volte:  Altach
- 13 volte:  Eisenstadt,  Wolfsberger
- 12 volte:  SW Bregenz,  Wiener AF
- 11 volte:  Vorwärts Steyr
- 10 volte:  Leoben[12],  St. Pölten,  WSG Swarovski Tirol
- 9 volte:  Slovan Vienna,  Tirol Innsbruck,  Wacker Innsbruck,  Wr. Neustädter
- 8 volte:  Austria Kärnten[13],  Hartberg
- 7 volte:  Kremser SC,  Wiener Neustadt
- 6 volte:  Schwechat[14],  Swarovski Tirol
- 5 volte:  Austria Lustenau,  Brigittenauer AC,  FavAC,  Libertas Vienna,  Mödling
- 4 volte:  Austria Klagenfurt,  Grazer SC,  Rapid Oberlaa,  Stickstoffwerke Linz
- 3 volte:  Blau-Weiß Linz,  Dornbirn,  Grödig,  Post Vienna,  Radenthein,  Salzburger AK,  Stadlau
- 2 volte:  Amateure FIAT,  Amateure Steyr,  Hochstädt,  Neusiedl/See,  ÖMV Olympia,  Ostbahn XI,  Ostmark Vienna,  Union Wels
- 1 volta:  Admira Wr. Neustadt,  Austria Graz,  Bischofshofen,  Donau,  Elektra Vienna,  Favoritner Blau-Weiß,  Favoritner SC,  Gloggnitz,  Helfort,  LSV Markersdorf,  St. Veit,  Spittal/Drau,  Vienna Cricketer,  Viktoria Vienna,  Vorarlberg,  Wacker Wr. Neustatd

## Albo d'oro
- 1911-1912:  Rapid Vienna (1°)
- 1912-1913:  Rapid Vienna (2°)
- 1913-1914:  Wiener AF (1°)
- 1914-1915:  Wiener AC (1°)
- 1915-1916:  Rapid Vienna (3°)
- 1916-1917:  Rapid Vienna (4°)
- 1917-1918:  Floridsdorfer (1°)
- 1918-1919:  Rapid Vienna (5°)
- 1919-1920:  Rapid Vienna (6°)
- 1920-1921:  Rapid Vienna (7°)
- 1921-1922:  Wiener SC (1°)
- 1922-1923:  Rapid Vienna (8°)
- 1923-1924:  Austria Vienna (1°)
- 1924-1925:  Hakoah Vienna (1°)
- 1925-1926:  Austria Vienna (2°)
- 1926-1927:  Admira Vienna (1°)
- 1927-1928:  Admira Vienna (2°)
- 1928-1929:  Rapid Vienna (9°)
- 1929-1930:  Rapid Vienna (10°)
- 1930-1931:  First Vienna (1°)
- 1931-1932:  Admira Vienna (3°)
- 1932-1933:  First Vienna (2°)
- 1933-1934:  Admira Vienna (4°)
- 1934-1935:  Rapid Vienna (11°)
- 1935-1936:  Admira Vienna (5°)
- 1936-1937:  Admira Vienna (6°)
- 1937-1938:  Rapid Vienna (12°)
- 1938-1939:  Admira Vienna (7°)
- 1939-1940:  Rapid Vienna (13°)
- 1940-1941:  Rapid Vienna (14°)
- 1941-1942:  First Vienna (3°)
- 1942-1943:  First Vienna (4°)
- 1943-1944:  First Vienna (5°)
- 1944-1945: Non terminato
- 1945-1946:  Rapid Vienna (15°)
- 1946-1947:  Wacker (1°)
- 1947-1948:  Rapid Vienna (16°)
- 1948-1949:  Austria Vienna (3°)
- 1949-1950:  Austria Vienna (4°)
- 1950-1951:  Rapid Vienna (17°)
- 1951-1952:  Rapid Vienna (18°)
- 1952-1953:  Austria Vienna (5°)
- 1953-1954:  Rapid Vienna (19°)
- 1954-1955:  First Vienna (6°)
- 1955-1956:  Rapid Vienna (20°)
- 1956-1957:  Rapid Vienna (21°)
- 1957-1958:  Wiener SC (2°)
- 1958-1959:  Wiener SC (3°)
- 1959-1960:  Rapid Vienna (22°)
- 1960-1961:  Austria Vienna (6°)
- 1961-1962:  Austria Vienna (7°)
- 1962-1963:  Austria Vienna (8°)
- 1963-1964:  Rapid Vienna (23°)
- 1964-1965:  LASK (1°)
- 1965-1966:  Admira Vienna (8°)
- 1966-1967:  Rapid Vienna (24°)
- 1967-1968:  Rapid Vienna (25°)
- 1968-1969:  Austria Vienna (9°)
- 1969-1970:  Austria Vienna (10°)
- 1970-1971:  Wacker Innsbruck (1°)
- 1971-1972:  Wacker Innsbruck (2°)
- 1972-1973:  Wacker Innsbruck (3°)
- 1973-1974:  VÖEST Linz (1°)
- 1974-1975:  Wacker Innsbruck (4°)
- 1975-1976:  Austria Vienna (11°)
- 1976-1977:  Wacker Innsbruck (5°)
- 1977-1978:  Austria Vienna (12°)
- 1978-1979:  Austria Vienna (13°)
- 1979-1980:  Austria Vienna (14°)
- 1980-1981:  Austria Vienna (15°)
- 1981-1982:  Rapid Vienna (26°)
- 1982-1983:  Rapid Vienna (27°)
- 1983-1984:  Austria Vienna (16°)
- 1984-1985:  Austria Vienna (17°)
- 1985-1986:  Austria Vienna (18°)
- 1986-1987:  Rapid Vienna (28°)
- 1987-1988:  Rapid Vienna (29°)
- 1988-1989:  Swarovski Tirol (1°)
- 1989-1990:  Swarovski Tirol (2°)
- 1990-1991:  Austria Vienna (19°)
- 1991-1992:  Austria Vienna (20°)
- 1992-1993:  Austria Vienna (21°)
- 1993-1994:  Salisburgo (1°)
- 1994-1995:  Salisburgo (2°)
- 1995-1996:  Rapid Vienna (30°)
- 1996-1997:  Salisburgo (3°)
- 1997-1998:  Sturm Graz (1°)
- 1998-1999:  Sturm Graz (2°)
- 1999-2000:  Tirol Innsbruck (1°)
- 2000-2001:  Tirol Innsbruck (2°)
- 2001-2002:  Tirol Innsbruck (3°)
- 2002-2003:  Austria Vienna (22°)
- 2003-2004:  Grazer AK (1°)
- 2004-2005:  Rapid Vienna (31°)
- 2005-2006:  Austria Vienna (23°)
- 2006-2007:  Salisburgo (4°)
- 2007-2008:  Rapid Vienna (32°)
- 2008-2009:  Salisburgo (5°)
- 2009-2010:  Salisburgo (6°)
- 2010-2011:  Sturm Graz (3°)
- 2011-2012:  Salisburgo (7°)
- 2012-2013:  Austria Vienna (24°)
- 2013-2014:  Salisburgo (8°)
- 2014-2015:  Salisburgo (9°)
- 2015-2016:  Salisburgo (10°)
- 2016-2017:  Salisburgo (11°)
- 2017-2018:  Salisburgo (12°)
- 2018-2019:  Salisburgo (13°)
- 2019-2020:  Salisburgo (14°)
- 2020-2021:  Salisburgo (15°)
- 2021-2022:  Salisburgo (16°)
- 2022-2023:  Salisburgo (17°)
- 2023-2024:  Sturm Graz (4°)
- 2024-2025:  Sturm Graz (5°)

## Titoli per squadra
| Squadra          | Titoli | Anni |
| ---------------- | ------ | --- |
| Rapid Vienna     | 32     | 1911-1912, 1912-1913, 1915-1916, 1916-1917, 1918-1919, 1919-1920, 1920-1921, 1922-1923, 1928-1929, 1929-1930, 1934-1935, 1937-1938, 1939-1940, 1940-1941, 1945-1946, 1947-1948, 1950-1951, 1951-1952, 1953-1954, 1955-1956, 1956-1957, 1959-1960, 1963-1964, 1966-1967, 1967-1968, 1981-1982, 1982-1983, 1986-1987, 1987-1988, 1995-1996, 2004-2005, 2007-2008 |
| Austria Vienna   | 24     | 1923-1924, 1925-1926, 1948-1949, 1949-1950, 1952-1953, 1960-1961, 1961-1962, 1962-1963, 1968-1969, 1969-1970, 1975-1976, 1977-1978, 1978-1979, 1979-1980, 1980-1981, 1983-1984, 1984-1985, 1985-1986, 1990-1991, 1991-1992, 1992-1993, 2002-2003, 2005-2006, 2012-2013                                                                                         |
| Salisburgo       | 17     | 1993-1994, 1994-1995, 1996-1997, 2006-2007, 2008-2009, 2009-2010, 2011-2012, 2013-2014, 2014-2015, 2015-2016, 2016-2017, 2017-2018, 2018-2019, 2019-2020, 2020-2021, 2021-2022, 2022-2023 |
| Wacker Innsbruck | 10     | 1970-1971, 1971-1972, 1972-1973, 1974-1975, 1976-1977, 1988-1989, 1989-1990, 1999-2000, 2000-2001, 2001-2002 |
| Admira Wacker M. | 9      | 1926-1927, 1927-1928, 1931-1932, 1933-1934, 1935-1936, 1936-1937, 1938-1939, 1946-1947, 1965-1966 |
| First Vienna     | 6      | 1930-1931, 1932-1933, 1941-1942, 1942-1943, 1943-1944, 1954-1955 |
| Sturm Graz       | 5      | 1997-1998, 1998-1999, 2010-2011, 2023-2024, 2024-2025 |
| Wiener SC        | 3      | 1921-1922, 1957-1958, 1958-1959 |
| Grazer AK        | 1      | 2003-2004 |
| Floridsdorfer    | 1      | 1917-1918 |
| Hakoah Vienna    | 1      | 1924-1925 |
| Wiener AF        | 1      | 1913-1914 |
| VÖEST Linz       | 1      | 1973-1974 |
| Wiener AC        | 1      | 1914-1915 |
| LASK             | 1      | 1964-1965 |

## Stadi
| Impianto                | Capacità | Città            | Club             | Inaugurazione |
| ----------------------- | -------- | ---------------- | ---------------- | ------------- |
| Bundesstadion Südstadt  | 12 000   | Maria Enzersdorf | Admira Wacker M. | 1967          |
| Allianz Stadion         | 28 000   | Vienna           | Rapid Vienna     | 2016          |
| Generali Arena          | 17 000   | Vienna           | Austria Vienna   | 2008          |
| Linzer Stadion          | 21 380   | Linz             | LASK             | 1952          |
| Lavanttal-Arena         | 7 300    | Wolfsberg        | Wolfsberger      | 1988          |
| NV Arena                | 8 000    | Sankt Pölten     | St. Pölten       | 2012          |
| Pappelstadion           | 15 100   | Mattersburg      | Mattersburg      | 1952          |
| Stadion Wals-Siezenheim | 30 188   | Wals-Siezenheim  | Salisburgo       | 2003          |
| Schnabelholz Stadion    | 8 500    | Altach           | Altach           | 1990          |
| Stadion Graz-Liebenau   | 15 400   | Graz             | Sturm Graz       | 1997          |

## Capocannonieri
Elenco dei capocannonieri della massima divisione del campionato austriaco di calcio. In corsivo i titoli disputati.
- 1911-1912  Johann Schwarz (22)
- 1912-1913  Johann Neumann (17)
- 1913-1914  Johann Neumann (25)
- 1914-1915  Franz Heinzl (12)
- 1915-1916  Richard Kuthan (24)
- 1916-1917  Edi Bauer (21)
- 1917-1918  Edi Bauer (20)
- 1918-1919  Josef Uridil e  Johann Fröhler (14)
- 1919-1920  Ernst Winkler (23)
- 1920-1921  Josef Uridil (35)
- 1921-1922  Richard Kuthan (21)
- 1922-1923  Ferdinand Swatosch (21)
- 1923-1924  Danis,  Hanel e  Gustav Wieser (15)
- 1924-1925  Gustav Wieser (19)
- 1925-1926  Gustav Wieser (25)
- 1926-1927  Anton Schall (27)
- 1927-1928  Anton Schall (36)
- 1928-1929  Anton Schall (21)
- 1929-1930  Franz Weselik (24)
- 1930-1931  Anton Schall (25)
- 1931-1932  Anton Schall (22)
- 1932-1933  Franz Binder (25)
- 1933-1934  Josef Bican (28)
- 1934-1935  Matthias Kaburek (27)
- 1935-1936  Wilhelm Hahnemann (23)
- 1936-1937  Franz Binder (29)
- 1937-1938  Franz Binder (22)
- 1938-1939  Franz Binder (27)
- 1939-1940  Franz Binder (18)
- 1940-1941  Franz Binder (27)
- 1941-1942  Franz Jelinek e  Ernst Reitermaier (20)
- 1942-1943  Karl Kerbach (31)
- 1943-1944  Karl Decker (33)
- 1944-1945  Richard Fischer (14)
- 1945-1946  Ernst Stojaspal (34)
- 1946-1947  Ernst Stojaspal (18)
- 1947-1948  Ernst Stojaspal (24)
- 1948-1949  Erich Habitzl (23)
- 1949-1950  Karl Decker (23)
- 1950-1951  Robert Dienst (37)
- 1951-1952  Ernst Stojaspal (31)
- 1952-1953  Ernst Stojaspal (30)
- 1953-1954  Robert Dienst (25)
- 1954-1955  Richard Brousek (31)
- 1955-1956  Johann Buzek (33)
- 1956-1957  Robert Dienst (32)
- 1957-1958  Walter Horak (34)
- 1958-1959  Erich Hof (32)
- 1959-1960  Friedrich Cejka (28)
- 1960-1961  Horst Nemec (31)
- 1961-1962  Horst Nemec (24)
- 1962-1963  Erich Hof (21)
- 1963-1964  Horst Nemec (20)
- 1964-1965  Wolfgang Gayer (18)
- 1965-1966  Johann Buzek (17)
- 1966-1967  August Starek (21)
- 1967-1968  Jørn Bjerregaard (23)
- 1968-1969  Helmut Köglberger (31)
- 1969-1970  Günter Kaltenbrunner (22)
- 1970-1971  Willi Kreuz (26)
- 1971-1972  Alfred Riedl (16)
- 1972-1973  Wolfgang Breuer (22)
- 1973-1974  Hans Krankl (36)
- 1974-1975  Helmut Köglberger (22)
- 1975-1976  Hans Pirkner (21)
- 1976-1977  Hans Krankl (32)
- 1977-1978  Hans Krankl (41)
- 1978-1979  Walter Schachner (24)
- 1979-1980  Walter Schachner (34)
- 1980-1981  Gernot Jurtin (20)
- 1981-1982  Božo Bakota (24)
- 1982-1983  Hans Krankl (23)
- 1983-1984  Tibor Nyilasi (26)
- 1984-1985  Toni Polster (24)
- 1985-1986  Toni Polster (33)
- 1986-1987  Toni Polster (39)
- 1987-1988  Zoran Stojadinović (27)
- 1988-1989  Peter Pacult (26)
- 1989-1990  Gerhard Rodax (35)
- 1990-1991  Václav Daněk (29)
- 1991-1992  Christoph Westerthaler (17)
- 1992-1993  Václav Daněk (24)
- 1993-1994  Nikola Jurčević e  Heimo Pfeifenberger (14)
- 1994-1995  Souleyman Sané (20)
- 1995-1996  Ivica Vastić (20)
- 1996-1997  René Wagner (21)
- 1997-1998  Geir Frigård (23)
- 1998-1999  Eduard Glieder (22)
- 1999-2000  Ivica Vastić (32)
- 2000-2001  Radosław Gilewicz (22)
- 2001-2002  Ronald Brunmayr (27)
- 2002-2003  Axel Lawarée (21)
- 2003-2004  Roland Kollmann (27)
- 2004-2005  Christian Mayrleb (21)
- 2005-2006  Roland Linz e  Sanel Kuljić (15)
- 2006-2007  Alexander Zickler (22)
- 2007-2008  Alexander Zickler (16)
- 2008-2009  Marc Janko (39)
- 2009-2010  Steffen Hofmann (20)
- 2010-2011  Roland Linz (21)
- 2011-2012  Jakob Jantscher e  Stefan Maierhofer (14)
- 2012-2013  Philipp Hosiner (32)
- 2013-2014  Jonathan Soriano (31)
- 2014-2015  Jonathan Soriano (31)
- 2015-2016  Jonathan Soriano (21)
- 2016-2017  Olarenwaju Kayode (17)
- 2017-2018  Moanes Dabour (20)
- 2018-2019  Moanes Dabour (20)
- 2019-2020  Shon Weissman (30)
- 2020-2021  Patson Daka (27)
- 2021-2022  Karim Adeyemi (19)

## Record e statistiche

### Generale
- Vittoria più ampia:

in assoluto: 1941, Austria Vienna-LASK 21-0
in Bundesliga: 22 giugno 1977, Rapid Vienna-Grazer AK 11-1
- Vittoria più ampia in trasferta: 27 settembre 1985, Grazer AK-Rapid Vienna 0-10
- Pareggio con più gol: 4-4 (12 volte), ultima: 18 agosto 2012, Admira Wacker Mödling-Salisburgo
- Partita con più gol:

in assoluto: 1941, Austria Vienna-LASK 21-0 (21 gol)
in Bundesliga: 22 giugno 1977, Rapid Vienna-Grazer AK 11-1 (12 gol)
- Serie di partite senza sconfitte:

in assoluto: Wiener SC, 41 partite tra il 1957 ed il 1959
sul proprio campo: First Vienna, 41 partite tra il 1957 ed il 1959 all'Hohe Warte Stadion
- Partecipazioni consecutive: Austria Vienna e Rapid Vienna, 113 dal 1911-1912 ad oggi

### Giocatori
- Porta inviolata:  Marc Ziegler (1 085 minuti)
- Presenze[18]:

1. Robert Sara: 581
2. Heribert Weber: 577
3. Erich Obermayer: 543
4. Friedrich Koncilia: 525
5. Josef Stering: 465
6. Herbert Prohaska: 457
7. Géza Gallos: 448
8. Friedrich Cejka: 438
9. Herbert Oberhofer: 429
10. Hans Krankl: 427

- Reti[19]

1. Robert Dienst: 323
2. Hans Krankl: 320
3. Franz Binder: 298
4. Karl Decker: 282
5. Friedrich Cejka: 245
6. Anton Schall: 231
7. Wilhelm Hahnemann: 230
8. Johann Buzek: 226
9. Erich Hof: 224
10. Ernst Stojaspal: 224